# Sepp Ferstl
Sepp Ferstl, né le 6 avril 1954 à Vogling, est un ancien skieur alpin allemand.

## Palmarès

### Jeux olympiques
| Édition / Épreuve   | Descente    | Slalom géant | Slalom |
| ------------------- | ----------- | ------------ | ------ |
| JO 1976 Innsbruck   | 17e         | 28e          | 20e    |
| JO 1980 Lake Placid | Non-partant | 34e          | 25e    |

### Championnats du monde
| Édition / Épreuve                    | Descente    | Slalom géant | Slalom | Combiné |
| ------------------------------------ | ----------- | ------------ | ------ | ------- |
| Mondiaux 1974 Saint-Moritz           | 11e         | —            | —      | —       |
| JO 1976 Innsbruck                    | 17e         | 28e          | 20e    | 9e      |
| Mondiaux 1978 Garmisch-Partenkirchen | 4e          | 31e          | 29e    | Argent  |
| JO 1980 Lake Placid                  | Non-partant | 34e          | 25e    | —       |

### Coupe du monde
- Meilleur résultat au classement général : 11e en 1977
  - 3 victoires : 2 descentes et 1 combiné

#### Saison par saison
- Coupe du monde 1974 :
  - Classement général : 49e
- Coupe du monde 1975 :
  - Classement général : 40e
- Coupe du monde 1976 :
  - Classement général : 40e
- Coupe du monde 1977 :
  - Classement général : 11e
    - 1 victoire en combiné : Laax/Sankt Anton (Arlberg-Kandahar)
- Coupe du monde 1978 :
  - Classement général : 14e
    - 1 victoire en descente : Kitzbühel II
- Coupe du monde 1979 :
  - Classement général : 27e
    - 1 victoire en descente : Kitzbühel
- Coupe du monde 1980 :
  - Classement général : 37e

### Arlberg-Kandahar
- Vainqueur du Kandahar 1977 à Laax/Sankt Anton